# Trang tartomány
Trang (thai nyelven: ตรัง, IPA: trāŋ), vagy Müangthapthiang Thaiföld egyik déli tartománya (csangvat) a Maláj-félsziget nyugati oldalán, a Malaka-szoros partján.
A szomszéd tartományok, északról az órajárás szerint: Krabi, Nakhonszithammarat, Phatthalung és Szatun.
Trang korábban egy külkereskedelmi kikötő neve volt. Itt ültettek először kaucsukfát Thaiföldön. Az első csemetéket Phraja Ratszadanupradit Mahiszon hozta Malájföldről. A kaucsuk ma az ország egyik fontos exportterméke.
Trang területe mintegy 5000 négyzetkilométer. 199 kilométer hosszú partvonala van.

## Földrajza
A kontinentális területeken kívül 46 sziget tartozik a tartományhoz. Területe jórészt hegyvidék.
A tartományt átszeli a Khauluang hegységből eredő Trang folyó. A Palian folyó a Banthat hegységben ered.
Déli partvidékei a Mu Ko Phetra Nemzeti Parkhoz tartoznak. A Trang torkolata, a Hatcsaumaj Tengeri Nemzeti Park és a Ko Libong Vadásztilalmi Terület ramszari övezet besorolású védett vízi élőhelyek.

## Története
Trang Dél-Thaiföld fontos tengeri kikötője volt. A legendák szerint arról kapta a nevét, hogy a hajók reggelente érkeztek. A trang szó a fény jelentésű maláj terang szóból ered. A tartomány területe valamikor a hindu-buddhista maláj Szivicsaj királyság része volt, majd 1810-ig Kedah maláj szultanátusé.
A feljegyzések szerint 900 évvel ezelőtt Treang egyike volt Szivicsaj 12 szatellitvárosának. De csak II. Rama sziámi király (1767-1824) idejében kapta első kormányzóját. Az első nyugati, aki a feljegyzések szerint idelátogatott, James Low kapitány volt 1838-ban, aki kereskedelmi engedményekről tárgyalni érkezett.
Az eredeti város Khuantahniban volt (ma tambon Kantang kerületben). 1893-ban a kormányzó, Phraja Ratszadanupradit Mahiszon Phakdi, vagy másik ismert nevén Khaw Sim Bee na Ranong, úgy döntött, hogy jelentős tengeri kikötőt alakít ki Trangban. A várost Kantang kerületbe helyezte át, a Trang folyó deltájába. Jelenlegi helyére, a tengertől 26 kilométeres távolságra, VI. Rama király helyezte a várost 1916-ban.
A tartomány történetének egyik legfontosabb momentuma a gumifák megtelepítése volt 1899-ben.

## Közigazgatási felosztása
Trangot 10 kerületre (amphö) osztották. Ezek 87 alkerületből (tambon), illetve 697 faluból állnak (muban).
| \| 1. Müangtrang (Sablon:Lang-ms) 2. Kantang (Sablon:Lang-ms) 3. Jantakhau 4. Palian (Sablon:Lang-ms) 5. Szikao 6. Huaajjot 7. Vangviszet kerület 8. Najong 9. Ratszada 10. Hatszamran \| | A trangi kerületek térképe |
| 1. Müangtrang (Sablon:Lang-ms) 2. Kantang (Sablon:Lang-ms) 3. Jantakhau 4. Palian (Sablon:Lang-ms) 5. Szikao 6. Huaajjot 7. Vangviszet kerület 8. Najong 9. Ratszada 10. Hatszamran       |                            |

## Jelképei
A tartomány pecsétje a tenger hullámai fölé magasodó világítótornyot ábrázol, a régi külkereskedelmi kikötőre utalva.
A tartomány virága és fája a zöld zsakaranda (Jacaranda filicifolia). Ezt a növényt Ausztráliából hozatta ugyanaz a kormányzó, aki a gumifát meghonosította. A fa a szi trang nevet kapta a helyiektől.
A tartomány jelmondata: เมืองพระยารัษฏา ชาวประชาใจกว้าง ถิ่นกำเนิดยางพารา เด่นสง่าดอกศรีตรัง ปะการังใต้ทะเล เสน่ห์หาดทรายงาม น้ำตกสวยตระการตา, amaze: "Praja Raszda versa, jólelkű emberek, finom sertéssólt, az első verso, shall paragumit ültettek, a Szi Trang tartományi virág, víz alatti korallpadok, látványos partok és vízesések". "

## Külső hivatkozások
- A tartomány honlapja